# Salorno
Salorno (Salurn) é uma comuna italiana da região do Trentino-Alto Ádige, província de Bolzano, com cerca de 2.939 habitantes. Estende-se por uma área de 33 km², tendo uma densidade populacional de 89 hab/km². Faz fronteira com Capriana (TN), Cembra (TN), Cortina sulla Strada del Vino, Egna, Faver (TN), Giovo (TN), Grauno (TN), Grumes (TN), Magrè sulla Strada del Vino, Mezzocorona (TN), Montagna, Roverè della Luna (TN), Valda (TN).

## Demografia
| Variação demográfica do município entre 1861 e 2011                               |
|                                                                                   |
| Fonte: Istituto Nazionale di Statistica (ISTAT) - Elaboração gráfica da Wikipedia |